# Rathaus (Stargard)
Das Rathaus in Stargard gehört zu den wichtigsten Baudenkmälern dieser Stadt in der Woiwodschaft Westpommern.

## Geschichte
Um 1250 bis 1280 wurde an Stelle des heutigen Rathauses eine Markthalle errichtet. Es war ein eingeschossiges Gebäude mit gemauerten Wänden, im Umriss dem heutigen Rathaus entsprechend. Die Halle diente auch als Sitzungssaal des Stadtrates.
Am Ende des 14. Jahrhunderts wurde das Gebäude gründlich zum Sitz der Stadtbehörden umgebaut. Das gotische Bauwerk hatte abgetreppte Giebeln mit Blenden und Spitzbogenfenstern. Die westliche Giebelwand bildete die Hauptfassade. Das Dachgeschoss unter dem Satteldach war durch Dachfenster beleuchtet.
Das Erdgeschoss diente weiterhin den Kaufleuten, es gab auch einen Karzer, im Obergeschoss befanden sich die Räume des Stadtrates, ein Sitzungssaal, ein Gerichtssaal und die Schatzkammer. Im Untergeschoss wurden Lagerräume für zugereiste Kaufleute errichtet.
Dem Stadtbrand von 1540 fiel auch das Rathaus zum Opfer. Beim Wiederaufbau im Übergangsstil zur Renaissance erhielt es den charakteristischen Westgiebel mit reichem Maßwerk in Stuck und die Fenster bekamen Vorhangbögen. Der üppige Schmuck gefiel der Bürgern – bald entstanden zwei Bürgerhäuser mit ähnlichen Giebeln. In den folgenden Jahren wurde das Rathaus mehrmals umgebaut und renoviert. Seine Fassade weist starke Ähnlichkeit mit dem zeitgleich entstandenen Westgiebel des Rathauses und des Bischofshauses in Kammin auf.

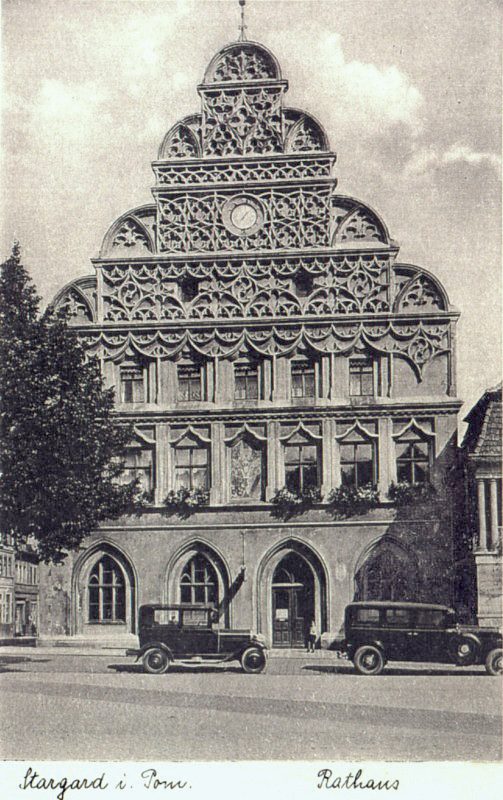
Westfassade um 1930
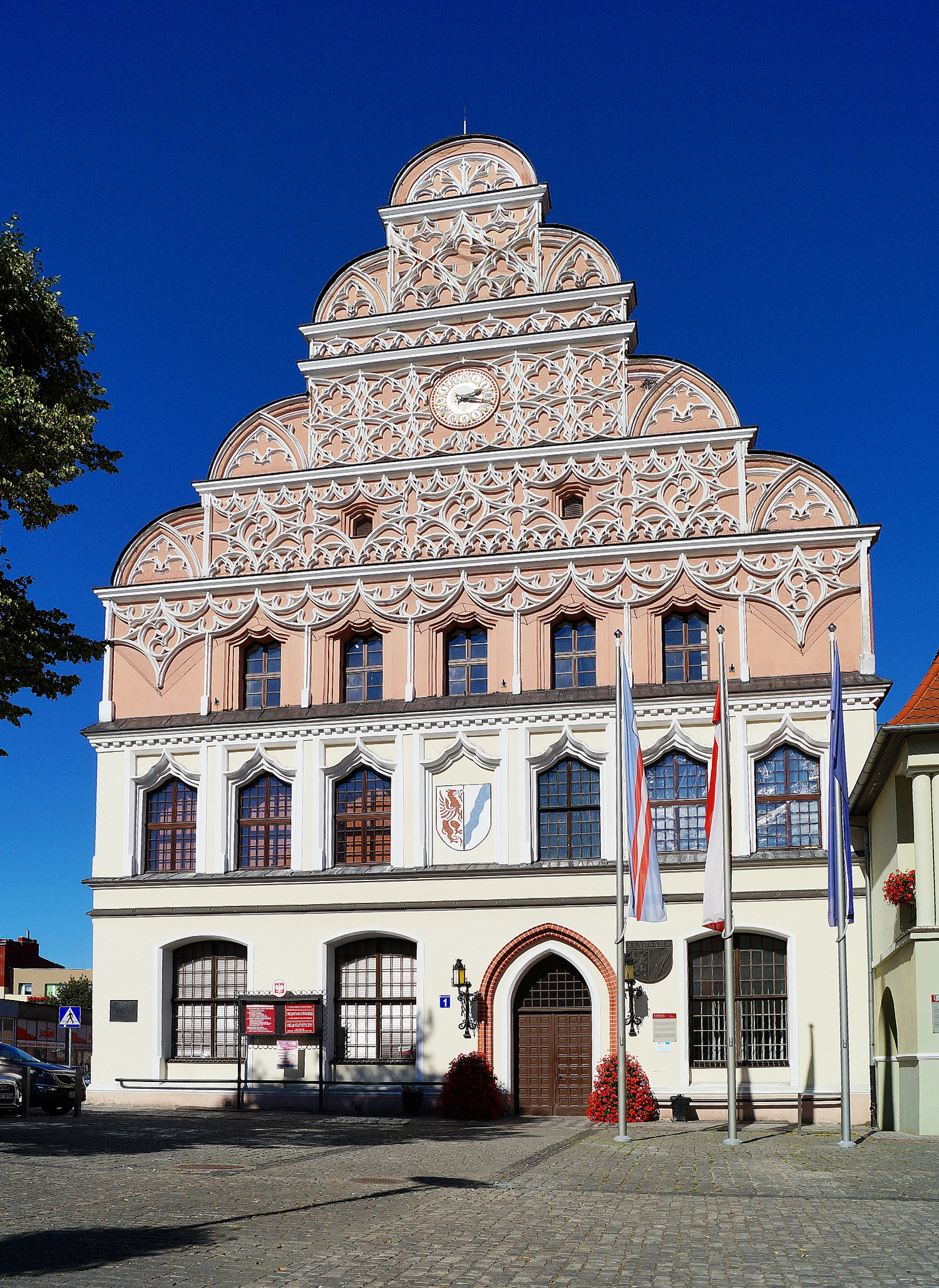
Westfassade mit Uhr von 2000

Im Dreißigjährigen Krieg verbrannte das Stadtarchiv mit den Bauunterlagen.
Bei Renovierungen im 19. Jahrhundert bemühte man sich, die Fassaden gotischer erscheinen zu lassen.
In den letzten Monaten des Zweiten Weltkrieges erlitt das Rathaus starke Schäden und brannte aus. Der Wiederaufbau dauerte von 1948 bis 1961.
Beim Wiederaufbau 1961 wurde die Außengestalt nach Fotografien und älteren Darstellungen wiederhergestellt, ohne neugotische Veränderungen des 19. Jahrhunderts. Auf der Nordseite wurden backsteingerahmte Blenden aus der Zeit vor 1640 entdeckt und als archäologische Fenster sichtbar gemacht. Die Innengestalt entspricht der Wiederaufbauzeit und wurde den Anforderungen der Stadtverwaltung angepasst. Im Juni 2000 erhielt das Rathaus eine Uhr im Westgiebel, mit dem Zifferblatt nach dem alten Vorbild, aber mit einer DCF77-Funksteuerung.
Das Rathaus wurde am 22. Dezember 1969 unter Nr. 550 in das Verzeichnis der Baudenkmäler der Woiwodschaft Westpommern eingetragen.

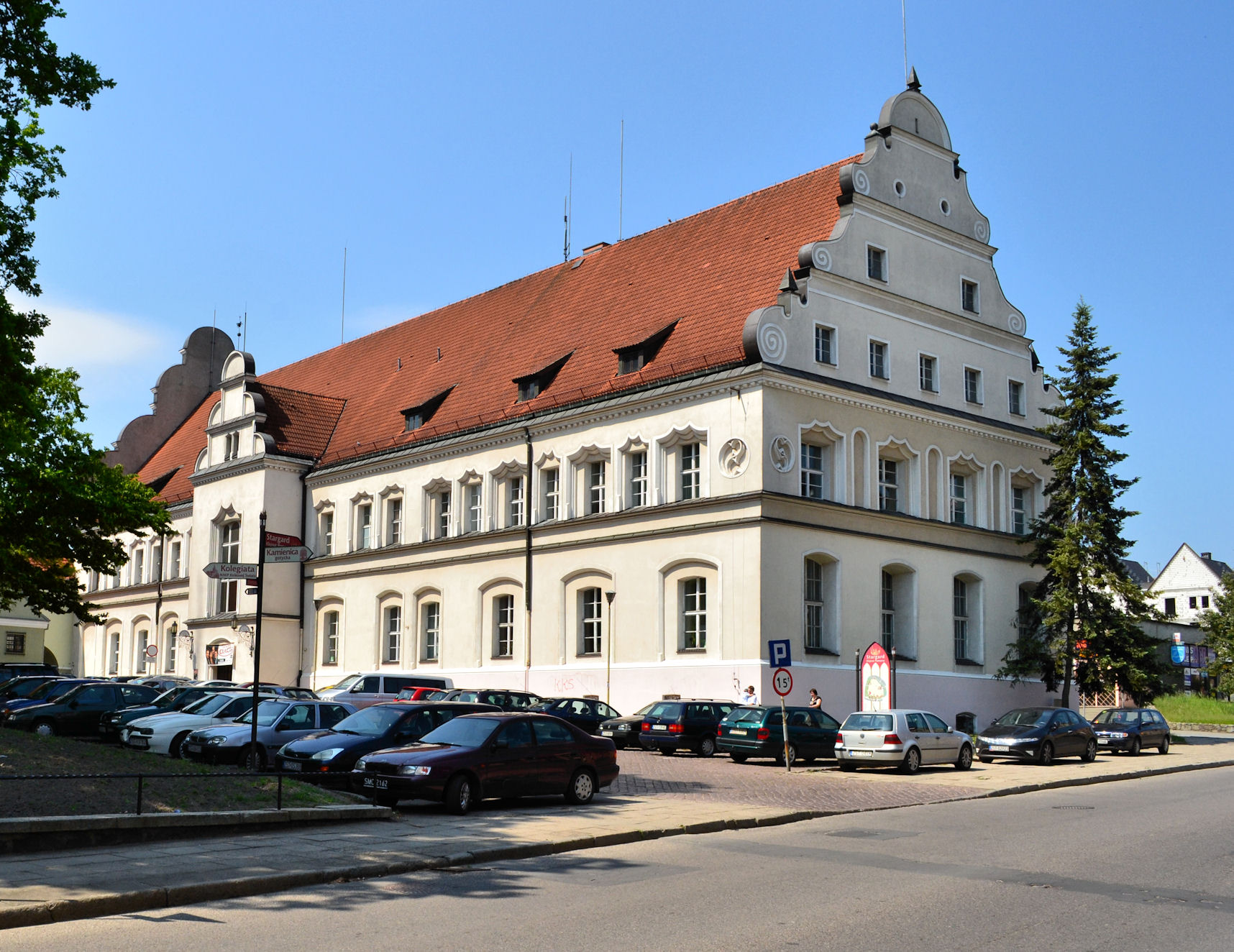
Südostansicht
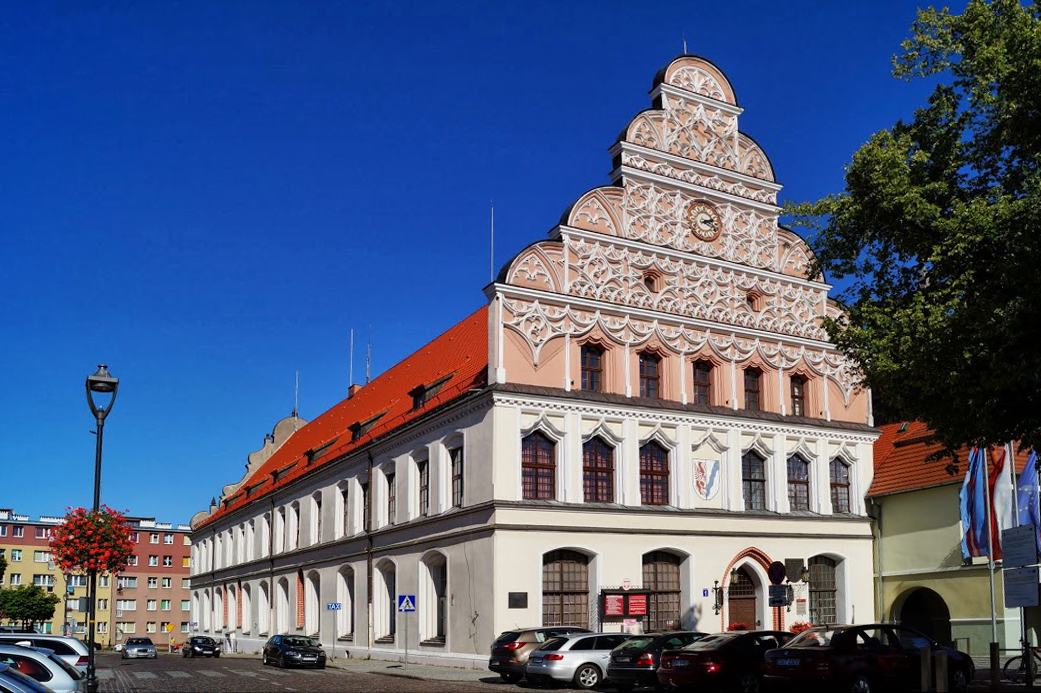
Nordwestansicht
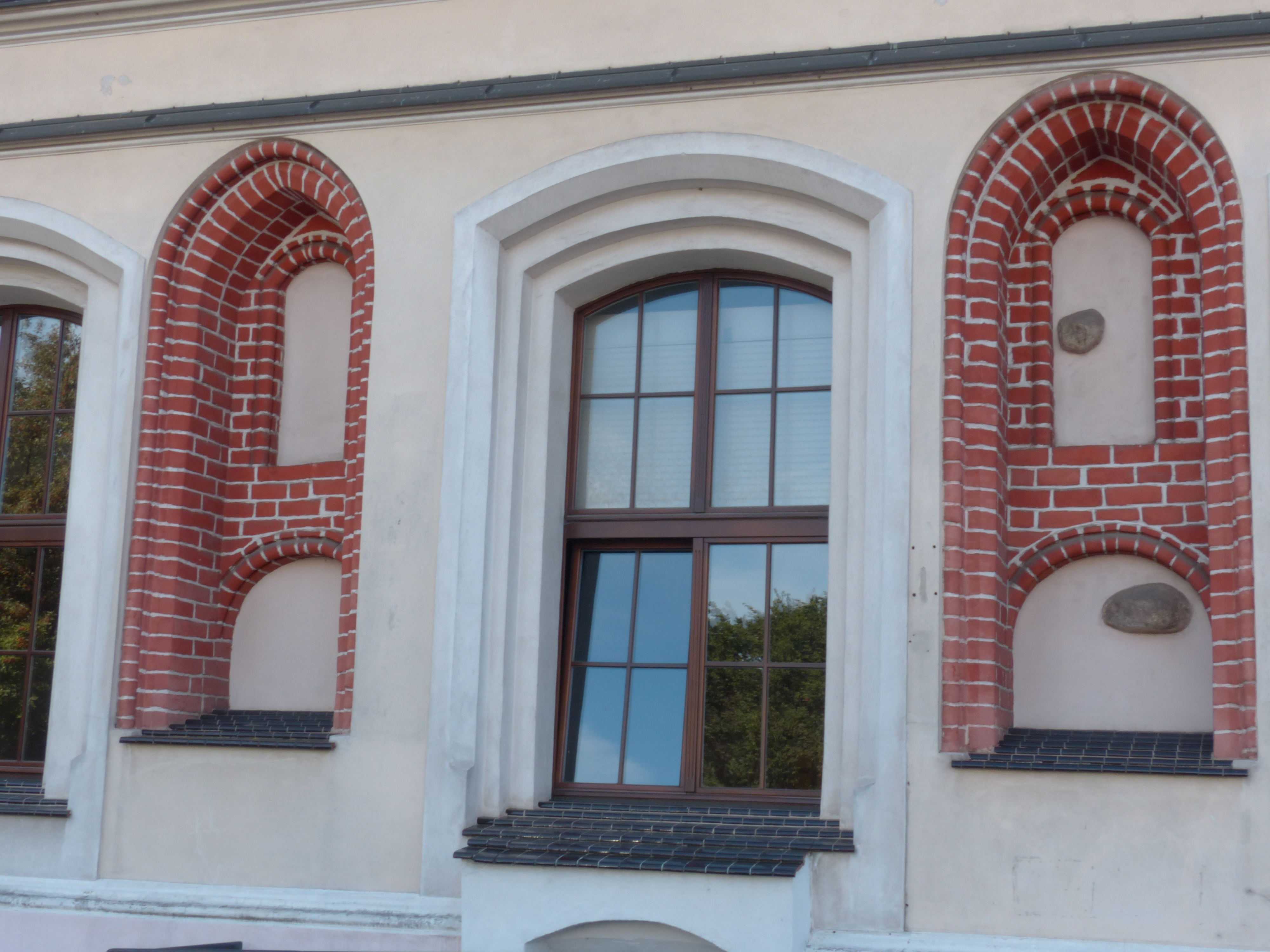
Freigelegte Backsteinblenden in der nördlichen Längsseite